# The Show (série télévisée)
Pour les articles homonymes, voir The Show.
The Show (sous-titré Sex. Drugs. Algorithms.) est une mini-série en huit épisodes réalisée par Jan Kounen et diffusée à partir du 23 avril 2018 sur l'application blackpills. 
La série est adaptée du roman du The Show, écrit par Filip Syta.

## Synopsis
Maggie, jeune diplômée d'Harvard en psychologie comportementale, rejoint le plus grand moteur de recherche du monde, The Show, pour le saboter de l'intérieur. The Show, qui recrute les plus éminents cerveaux du monde, souhaite devenir plus qu'un moteur de recherche, un véritable assistant personnel qui répondra aux besoins des utilisateurs avant même qu'ils ne les formulent. Selon Maggie, The Show pourra donc manipuler ses utilisateurs. Vic, jeune codeur recruté en même temps que Maggie, l'aidera-t-il dans son projet ?

## Épisodes
Les huit épisodes sont dévoilés au fur et à mesure sur BlackPills.
| N° | nom de l'épisode                     | durée | date de diffusion |
| -- | ------------------------------------ | ----- | ----------------- |
| 1  | Bienvenue chez The Show              | 00:12 | 23 avril 2018     |
| 2  | La Roue, la Bombe, l'Algorithme      | 00:09 | 24 avril 2018     |
| 3  | Recherche & Développement            | 00:15 | 25 avril 2018     |
| 4  | Mesdames et messieurs, Dr Pepper     | 00:13 | 26 avril 2018     |
| 5  | Tout n'est qu'un test                | 00:10 | 27 avril 2018     |
| 6  | La Fin du monde tel qu'on le connait | 00:08 | 28 avril 2018     |
| 7  | Je peux te faire confiance ?         | 00:17 | 29 avril 2018     |
| 8  | Rappel                               | 00:07 | 30 avril 2018     |

## Univers de la série
The Show fait implicitement référence à Google. Le moteur de recherche souhaite devenir plus qu'un moteur de recherche, un assistant personnel. La série montre donc les enjeux et les mécanismes des GAFA. La collecte et l'utilisation des données personnelles est un des enjeux de The Show, pour être en mesure de réaliser leur assistant personnel. La série est plus dans la métaphore que dans le réalisme. À l'instar de Black Mirror, elle interroge sur les conséquences et l'emprise que peuvent avoir les nouvelles technologies sur notre comportement et notre société.

## Production

### Tournage
Le tournage s'est déroulé en région parisienne. La série a nécessité 19 jours de tournage, en été 2017.

### Budget
- 1,2 million d'euros[2]

### Scénario
Le scénario a été écrit par Jay Ferguson[Lequel ?].

## Distribution
- Nadja Bobyleva : Maggie
- Colin Bates : Vic